# 特留焦
特留焦（義大利語：Triuggio）是意大利北部伦巴第大区蒙扎和布里安扎省的市镇，在米兰东北部大约25公里。人口数量为8,868人（2016年），邮政编码20844。